# Bana (datorspel)
Se nivå (karaktärsegenskap) för spelfigurers nivåer.

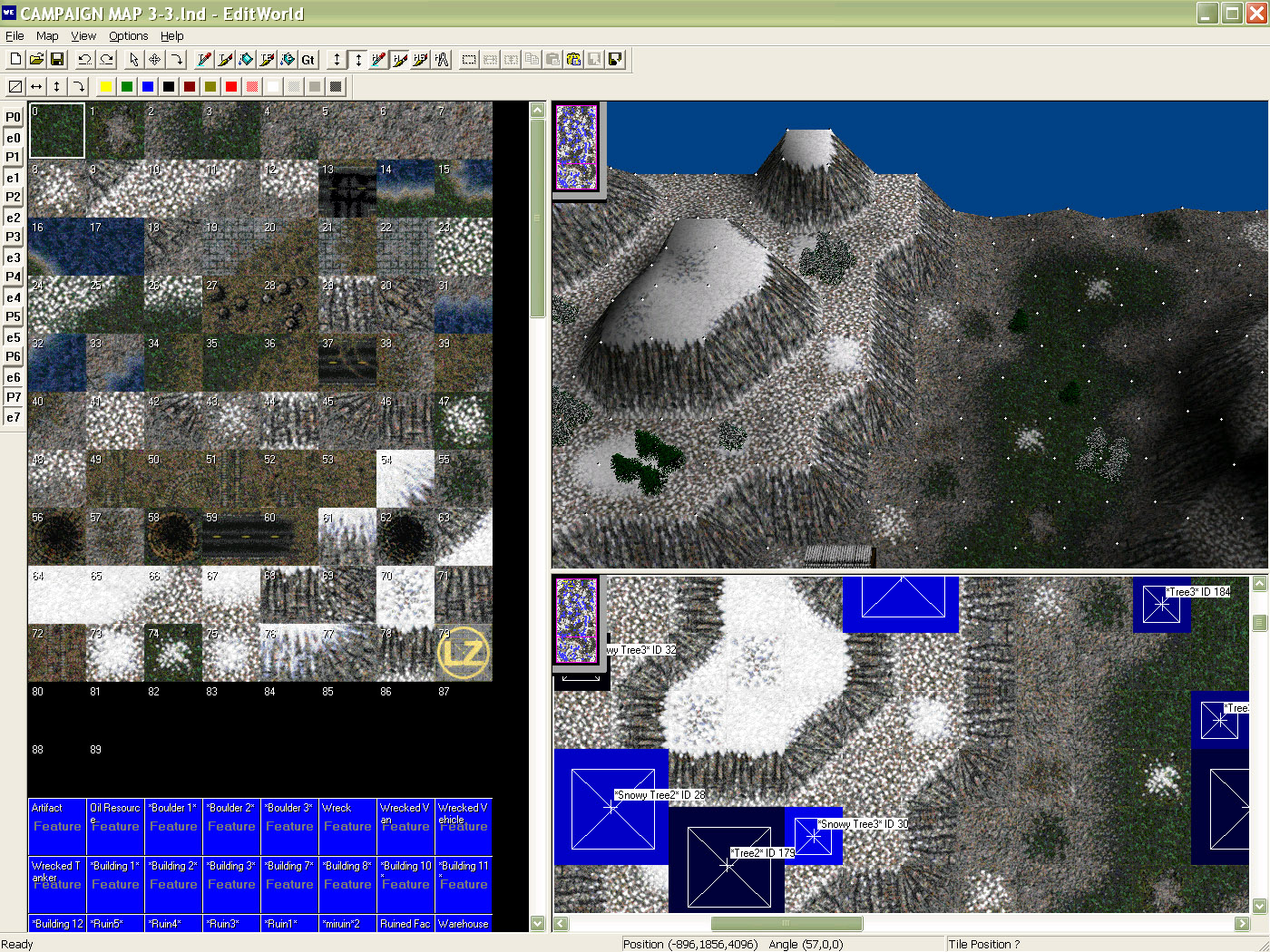
Redigering av banor till strategispelet Warzone 2100.

En bana, nivå eller karta är i datorspel ett av flera separata områden i spelvärlden. Till olika spel medföljer ett visst antal banor, med olika utseenden och egenskaper, alltså olika spelmiljöer. I spelets enspelarläge spelas oftast banorna i en förutbestämd följd med olika uppdrag, medan de i flerspelarläget spelas med andra medspelare i realtid. En bana kan även kallas karta (jämför engelskans map) eller nivå (eng. level). Det sistnämnda lever kvar från tiden då de tidiga datorspelen var indelade i olika områden med ökad svårighetsgrad för varje område - man kom till nästa svårighetsnivå när man klarade den tidigare, men miljön var ofta densamma. Sedan dess har begreppet nivå levt kvar som en benämning på spelets olika miljöer, även om en nivå likaväl kan vara indelad i delbanor. Under andra halvan av 1980-talet och första halvan av 1990-talet kom alltfler sidscrollande spel som gick ut på att ta sig från punkt A till punkt B, vilka innefattade miljöbyte för varje nivå och en boss på slutet av varje bana. De var upplagda efter mönstret bana-boss, bana-boss, bana-boss. Detta system har för många blivit bilden av hur datorspel är uppbyggda, även om detta senare blivit allt mindre vanligt. Vissa spel, till exempel Super Mario Bros., är indelade i olika delbanor (som 1-1, 1-2 och 1-3).
Banorna kan ha en mängd olika egenskaper. De kan ha olika teman, musik och miljöer och vara anpassade till olika spellägen, men framför allt beror det på vilket spel den tillhör. I exempelvis populära Counter-Strike förekommer banor som är strategiskt konstruerade för strider mellan terrorister och insatsstyrkor, medan i det i spel som Unreal förekommer fantasifulla sagovärldar. Det spelar alltså stor roll vad spelet går ut på och hur det är utformat, men gemensamt för de flesta spel är de olika miljöerna spelare får uppleva.
Till spelen skapas numera i regel banorna med ett speciellt program som låter en utforma spelets miljö som man vill ha den. Beroende på spelets karaktär kan man anpassa banorna genom att placera ut olika objekt, föremål, vapen och mycket mer. När man sedan spelar banan i spelet upplever man i stället världen ur spelarens perspektiv som om man befann sig i miljön man skapat.
Till de flesta spel får även allmänheten ta del av de verktyg som användes av utvecklarna vid skapandet av spelet, för att bygga vidare själv och producera eget material till spelet som sedan kan laddas ner och användas av andra spelare.
I andra spel, till exempel i The Legend of Zelda-serien, förekommer inga traditionella banor, utan Link växlar mellan utomhusscéner (övervärld) och palats, och spelmiljön består av en karta. I originalspelet talar man även om två "varv", medan man i man i A Link to the Past senare in i spelet pendlar mellan ljus- och mörkervärld.
Vad banor heter är olika. I vissa spel saknar de officiella namn, och går efter nummer. Vanligt är bana 1, bana 2, bana 3, och så vidare. I de första spelen av Super Mario Bros. heter de till exempel 1-1, 1-2, 1-3, och så vidare. I vissa spel, till exempel Mega Man, brukar banorna benämnas efter slutbossarna. Det talas om "Cut Mans bana", "Ice Mans bana", och så vidare. Ibland kallas banor i datorspel populärt efter miljön, till exempel "rymdbanan", "stadsbanan", "simmarbanan", och så vidare. Banor kan också heta efter platser, verkliga och fiktiva, till exempel Berlin, London, Los Angeles, Moskva, Månen, Teknodromen, och så vidare. Vissa banor har namn som påminner om till exempel filmtitlar, och ofta refererar dessa namn till uppdraget.
Vissa banor har blivit beryktade för att vara svårare att klara av, än själva striden mot banans boss.

### Fotnoter
1. ↑  ”That One Level” (på engelska). TV Tropes. http://tvtropes.org/pmwiki/pmwiki.php/Main/ThatOneLevel?from=Main.ScrappyLevel. Läst 14 maj 2015.